# Buggerru
Buggerru là một đô thị ở tỉnh Sud Sardegna trong vùng Sardegna, có cự ly khoảng 70 km về phía tây bắc của Cagliari và khoảng 30 km về phía tây bắc của Carbonia. Tại thời điểm ngày 31 tháng 12 năm 2004, đô thị này có dân số 1.124 người và diện tích là 48,3 km².
Buggerru giáp các đô thị: Fluminimaggiore, Iglesias.